# Fredis Refunjol
Fredis Refunjol (Oranjestad, 19 de dezembro de 1950) é um politico, sendo o terceiro governador de Aruba entre 2005 e 2016. 

## Carreira politica
Foi eleito para o primeiro mandato em 2004 e para um segundo mandato em 2010. Antes de ser governador havia sido ministro da educação, das relações exteriores e vice-primeiro ministro.